# مخمل ناز
مخمل ناز اولین آلبوم رسمی لیلا فروهر در آمریکا است که در سال ۱۹۹۰ روانهٔ بازار شد. این آلبوم با استقبال چشمگیر مخاطبان روبه‌رو شد. قبل از انتشار آلبوم مخمل ناز وی در فرانسه آلبومی سنتی تهیه و تولید کرده بود؛ ولی به پیشنهاد همکاران و کمپانی‌ها این آلبوم را منتشر نکرد و اولین آلبوم خود را با نام مخمل ناز به بازار عرضه کرد که موسیقی ترانهٔ «مخمل ناز» کار خود او بود. در پی عرضهٔ آلبوم‌های موفق کنسرت‌های زیادی در کشورهای مختلف در سراسر جهان برگزار کرد.

## مشخصات آلبوم

### ترانه‌ها
| نام ترانه  | ترانه‌سرا       | آهنگ‌ساز     | تنظیم‌کننده    |
| ---------- | -------------- | ----------- | ------------- |
| مخمل ناز   | فریدون علیخانی | لیلا فروهر  | منوچهر چشم‌آذر |
| دلم        | مسعود فردمنش   | صادق نوجوکی | صادق نوجوکی   |
| درخت گل    | بیژن سمندر     | صادق نوجوکی | صادق نوجوکی   |
| ساقی       | مولانا         | محمد شمس    | محمد شمس      |
| عشق پابرجا | مسعود فردمنش   | صادق نوجوکی | صادق نوجوکی   |
| من عاشقم   | هما میرافشار   | فرید زلاند  | فرید زلاند    |
| بهار       | هما میرافشار   | محمد حیدری  | آندرانیک      |

### آهنگ‌سازان
صادق نوجوکی (۳ آهنگ)، محمد شمس، لیلا فروهر، فرید زلاند و محمد حیدری.

### ترانه‌سرایان
مولانا، هما میرافشار، مسعود فردمنش، بیژن سمندر و فریدون علیخانی.

## برگزیده‌ها
سه آهنگ مخمل ناز، دلم و درخت گل مورد استقبال ویژه مخاطبان قرار گرفت.